# Nothopuga lobera
Espèce
Nothopuga lobera est une espèce de solifuges de la famille des Ammotrechidae.

## Distribution
Cette espèce est endémique d'Argentine. Elle se rencontre dans les provinces de Chubut et de La Pampa.

## Description
Le mâle décrit par Iuri, Ramírez, Mattoni et Ojanguren-Affilastro en 2021 mesure 8,31 mm et la femelle 11,77 mm.

## Systématique et taxinomie
Cette espèce a été décrite par Maury en 1976.

## Publication originale
- Maury, 1976 : « Nuevos solifugos Ammotrechidae de la Argentina (Arachnida, Solifugae).. » Physis, Section C, vol. 35, no 90, p. 87-104.